# Stephanotheca micromera
Stephanotheca micromera är en svampart som beskrevs av Syd. & P. Syd. 1914. Stephanotheca micromera ingår i släktet Stephanotheca och familjen Elsinoaceae.   Inga underarter finns listade i Catalogue of Life.